# Halmhatten och Filttofflan
Halmhatten och Filttofflan (finska: Heinähattu ja Vilttitossu) är en finsk barnboksserie av Sinikka och Tiina Nopola. Den första boken Halmhatten och Filttofflan kom ut 1989 och översattes till svenska 1994 av Eerik Udd. Serien illustreras av Markus Majaluoma och Salla Savolainen.
Systrarna Nopola har sagt att Halmhatten och Filttofflan bygger på deras egna barndomsupplevelser. En del av händelserna i böckerna bygger däremot på de problem som drabbade systrarna som vuxna. De flesta av berättelserna är dock helt påhittade. Böckerna innehåller mycket dialog, eftersom systrarna skapar berättelserna genom att prata med varandra. Tiina tar ofta rollen som Filttofflan och Sinikka Halmhatten.
Heinähattu, Vilttitossu ja Rubensin veljekset belönades med Anni Swan-medaljen 2003 och Heinähattu, Vilttitossu ja kielletty kampela i Birkaland Plätä 2006.[källa behövs] Yles julkalender 1993 baserades på böckerna om Halmhatten och Filttofflan, och ett antal pjäser och filmer har också gjorts efter böckerna.

## Huvudpersoner
Halmhatten och Filttofflan är döttrar i familjen Kattilakoski. Halmhatten bär alltid en stråhatt, och därför kallas hon Halmhatten. Filttofflan bär alltid filttofflor eftersom hon fryser om fötterna. Halmhatten är en samvetsgrann och snäll tjej, men den fräcka filttoffeln får ofta sin storasyster att vara med i upptåg. I familjen Kattilakoski finns förutom tjejerna mamma Hanna och pappa Matti och lillebror Petteri Matti Kasimir, som brukar kallas Pojaksi. Hanna är hemmafru och Matti är en klumpig forskare. Sinikka Nopola skulle ursprungligen ha velat att Hanna och Matti skulle heta Vilppu och Mielikki.
Helga och Halise, från familjen Alibullen, bor på samma gata som Kattilakoski, och Halmhatten och Filttofflan besöker dem ofta i byn. På Alibullens tjejhem får tjejerna äta delikatesser och se på tv, vilket inte finns hemma. Viktiga personer i böckerna är också de klumpiga poliserna Isonapa och Rillirousku.

## Bokserie
- Halmhatten och Filttofflan (Heinähattu ja Vilttitossu, 1989)
- Halmhatten och Filttofflan får en bebi (Heinähattu, Vilttitossu ja vauva, 1990)
- Heinähattu, Vilttitossu ja vaari (1991)
- Heinähattu ja Vilttitossu loman tarpeessa (1992)
- Heinähattu ja Vilttitossu joulun jäljillä (1993)
- Heinähattu ja Vilttitossu rosvojahdissa (1995)
- Heinähattu, Vilttitossu ja iso Elsa (1997)
- Heinähattu, Vilttitossu ja Littoisten riiviö (1999)
- Heinähattu, Vilttitossu ja Rubensin veljekset (2001)
- Heinähattu, Vilttitossu ja tanssiva konstaapeli (2003)
- Heinähattu, Vilttitossu ja kielletty kampela (2005)
- Heinähatun ja Vilttitossun kaksitoista kuuta (2006)
- Heinähattu, Vilttitossu ja Kalju-Koponen (2012)
- Heinähattu, Vilttitossu ja ärhäkkä koululainen (2013)
- Heinähattu ja Vilttitossu runoilijoina (2015)
- Heinähattu, Vilttitossu ja jouluvintiö (2017)
- Heinähattu, Vilttitossu ja hupsu enkeli (2018)

## I andra medier

### Teaterpjäser
- Heinähattu ja Vilttitossu (Teatteri 2000 och Ahaa Teatteri, 1994)
- Heinähattu, Vilttitossu ja Rubensin veljekset (Helsingfors stadsteater, 2003)
- Heinähattu, Vilttitossu ja suuri pamaus -lastenooppera (komponerad av Markus Fagerudd, Ooppera- ja teatteriseurue Kapsäkki, 2003)
- Heinähattu, Vilttitossu ja Littoisten riiviö (musik av Iiro Rantala, Åbo Vartiovuori sommarteater, 2004)
- Halmhatten, Filttofflan och Bröderna Rubens (Finns sommarteater, 2008)
- Heinähattu, Vilttitossu ja Pamela-täti (Tampereen Työväen Teatteri, 2009)
- Heinähattu, Vilttitossu ja Pamela-täti (Riihimäki ungdomsteater, 2015)[5]

### TV-serier
| Titel                                    | År   | Regissör        |
| ---------------------------------------- | ---- | --------------- |
| Halmhattens och Filttofflans julkalender | 1993 | Maija Asikainen |

### Filmatiseringar
| Titel                                              | År   | Regissör        |
| -------------------------------------------------- | ---- | --------------- |
| Halmhatten och Filttofflan                         | 2002 | Kaisa Rastimo   |
| Halmhatten, Filttofflan och bröderna Rubens        | 2017 | Anna Dahlman    |
| Halmhatten, Filttofflan och den busiga skolflickan | 2020 | Lenka Hellstedt |
| Heinähattu, Vilttitossu ja kana                    | 2024 | Reetta Aalto    |